# Daniele Sau
Daniele Sau (Gorgonzola, 22 ottobre 1969) è un allenatore di calcio a 5 ed ex giocatore di calcio a 5 italiano, attuale tecnico del Milano Calcio a 5.

## Carriera
Dal 2003 è l'allenatore del Milano. Nel 2011 conquista la promozione in Serie A2, mentre nel 2017, a seguito di un ripescaggio, arriva la prima stagione in massima serie.
Nella Serie A 2017-2018 è l'allenatore che da più tempo siede sulla stessa panchina.
Per gli Europei 2018 di Lubiana è scelto da Fox Sports come commentatore tecnico di alcune gare.

## Palmares
- Campionato di Serie B: 1

Milano: 2010-2011